# Pherothrinax arrhiza
Pherothrinax arrhiza är en tvåvingeart som först beskrevs av Mario Bezzi 1924.  Pherothrinax arrhiza ingår i släktet Pherothrinax och familjen borrflugor. Inga underarter finns listade i Catalogue of Life.